# Изтезания и садистични убийства на животни в България (2023 – 2025)
Изтезанията и садистичните убийства на животни в България (2023 – 2025) са серия от престъпления, извършени в България през периода от 2023 до 2025 година. Те включват десетки случаи на зоосадизъм - изтезания и садистични убийства на  животни: кучета, котки, зайци, хамстери, морски свинчета, домашни мишки, риби, охлюви и други. Престъпленията са записвани и записите са продавани в Тъмната мрежа на цени от 50 до 700 евро за клип. На 14 март 2025 г. като обвиняеми по случая са привлечени 26-годишната Габриела Сашова от с. Дивотино, обл. Перник и 35-годишният Красимир Георгиев от София, който живее със Сашова на съпружески начала. На обвиняемите е определена мярка за неотклонение „задържане под стража“ в следствения арест.

## Разследване
В началото на 2025 година неправителствената организация за защита на животните „Кажи“ подава сигнал за изтезания и убийства на животни до полицията на България. Започва разследване на случая от сектор „Престъпления против околната среда и дивата природа“, в отдел „Икономическа полиция“ към Главна дирекция „Национална полиция“, в сътрудничество с отдел „Киберпрестъпност“. В хода на разследването са установени достатъчно данни за започване на наказателен процес.
На 14 март 2025 г. по разпореждане на Окръжна прокуратура - Перник, като обвиняеми по случая са привлечени 26-годишната Габриела Сашова от с. Дивотино, обл. Перник и 35-годишният Красимир Георгиев от София. Същите са обвинени в извършване на престъпления по чл. 321, ал. 6 от Наказателния кодекс, по чл. 325б, ал.2, т. 2, вр. ал. 1, вр. чл. 20, ал.2 и ал. 4, вр. ал.1, вр. чл. 26, ал.1 НК и по чл. 253, ал.3, т. 1 и т. 2 вр ал.1 НК. Обвиняемата Габриела Сашова е с постоянен адрес: с. Дивотино, обл. Перник, ул. „Единадесета“ № 26. Обвиняемият Красимир Георгиев живее на съпружески начала с Габриела Сашова.
Установено е, че престъпленията са записвани и записите са продавани в Тъмната мрежа на цени от 50 до 700 евро за клип. Открити са записки на обвиняемата Сашова, в които тя детайлно е планирала начина за изтезание и умъртвяване на животните. Обвиняемите са предлагали на своите клиенти сами да избират вида на животното и начините за неговото измъчване, и умъртвяване, по определен ценоразпис.

## Протести
Бруталните клипове с изтезания и садистични убийства на  животни предизвикват вълна от възмущение в цялата страна. През периода от 17 до 29 март в повече от 20 града в България се провеждат десетки протести срещу насилието над животни, с искания за:
- затвор за Габриела Сашова и Красимир Георгиев;
- промени в българското законодателство за налагане по-строги наказания за насилие над животни и хора;
- ангажиране на институциите в България с правата на животните.

Над 197 000 души подписват електронна петиция с искане за максимална ефективна присъда за Габриела Сашова и Красимир Георгиев, и за законодателни промени, предвиждащи по-тежки наказания за престъпления, извършени срещу животни.

## Реакции на институциите
Министерството на правосъдието предлага законодателни промени, чрез които садизмът спрямо животни като бизнес да влезе в наказателния кодекс (НК), като тежко престъпление и нов квалифициран състав. Министърът на правосъдието Георги Георгиев заявява:
| „ | Няма закон, който да замести и компенсира човечността, но е необходим и нормативен отговор на безпрецедентната жестокост, на която сме свидетели в последните дни и която извади на протест хиляди граждани. | “ |

Няколко политически партии предлагат изменения и допълнения на наказателния кодекс и закона за ветеринарномедицинската дейност, за увеличаване на отговорността за насилие над животни. Въпреки подготвяните в момента законодателни промени, извършителите ще бъдат съдени по старите закони, които са в сила по време на извършване на престъплението.
Областният управител на Перник Людмил Веселинов заявява:
| „ | Перник не може да бъде убежище за садисти. Искам пълната тежест на закона върху виновните. | “ |

Кметът на Перник Станислав Владимиров реагира с емоционална публикация, в своя профил във Фейсбук, която събира над 1 500 харесвания и стотици гневни коментари срещу извършителите:
| „ | В затвора ви е мястото? Ако законът ви пусне, Перник няма да ви приеме! Вън от нашия град! | “ |

През 2025 г. Габриела Сашова се обучава като студентка във 2-ри курс на ВСУ „Любен Каравелов“ в София. Същата е отстранена от училището със заповед № РД-00175/17.03.2025 г за грубо нарушение на Етичният кодекс за академично единство, определящ основните етични принципи, ценности и правила за поведение. Ректорът на ВСУ доц. Анита Хандрулева заявява:
| „ | Смятаме, че е редно такъв човек да не бъде повече част от нашата общност. Преди да предприемем мерки по нейното отстраняване се допитахме до властите дали изнесената информация в публичното пространство за Сашова отговаря на истината. След като стана ясно, че е - нямахме никакво колебание да издадем заповед за нейното отстраняване. Тя не може да се нарече възпитаничка на ВСУ, защото не го е завършила, била е студентка във 2-ри курс. | “ |